# Isla Sagar
La isla Sagar (también conocida como Sagar Island y en bengalí: সাগর দ্বীপ) es una isla que se encuentra en la plataforma continental de la bahía de Bengala, a unos 150 kilómetros al sur de la ciudad de Calcuta (Kolkata; কলকাতা). Pertenece a la República de la India y se rige por el gobierno del estado de Bengala Occidental. La isla es grande, con una superficie de alrededor de 300 km². Cuenta con 43 aldeas y una población de más de 160.000.
La isla es el hogar del tigre de Bengala en peligro de extinción. También es rico en manglares, canales y las islas pequeñas. Es además un famoso lugar de peregrinación hindú. Todos los años el día de Makar Sankranti (a mediados de enero), miles de hindúes se reúnen para tomar un baño sagrado en la confluencia del Ganges.
Kolkata Port Trust cuenta con una estación piloto y un Faro.